# Ilijas Mašnić
Ilijas Mašnić (Sarajevo, 21 ottobre 1957) è un ex cestista bosniaco, fino al 1992 jugoslavo.

## Carriera
Con la Bosnia ed Erzegovina ha disputato i Campionati europei del 1993.